# Ulmus gaussenii
Ulmus gaussenii — вид квіткових рослин з родини в'язових (Ulmaceae). Поширення: пд.-сх. Китай (Аньхой).

## Біоморфологічна характеристика
Це дерево заввишки до 25 метрів, в діаметрі до 80 см, листопадне. Кора від темно-сірої до чорнуватої, поздовжньо тріщинувата. Гілочки густо запушені на перший або другий рік, іноді з супротивними плоскими пробковими крилами, з розсіяними жовтувато-коричневими сочевицями. Ніжка листка 4–8 мм, запушена. Листкова пластинка довгасто-оберненояйцеподібна, еліптично-оберненояйцеподібна або ромбічно-еліптична, 3–11 × 1.8–5.5 см, знизу шершава та густо запушена в молодому віці, але з віком лише на жилках, зверху шершава та густо волосиста, основа коса, край просто або подвійно пилчастий, верхівка тупо-загострена до гострої; вторинні жилки 8–10 з кожного боку середньої жилки. Оцвітина дзвоникоподібна, 4- або 5-лопатева, запушена, на краю війчаста. Крилатки від округих до оберненояйцеподібно-округих, 1.8–2.8 × 1.7–2.7 см, запушені; ніжка 1–2 мм, густо запушена; оцвітина стійка. Насіння в центрі крилатки. Період цвітіння та плодіння: березень і квітень.

## Середовище
Населяє береги річок, вапнякові гори.